# زنبق يوناني
الزنبق اليوناني أو زنبق الأستانة (الاسم العلمي: Lilium chalcedonicum) نوع نباتي ينتمي إلى جنس الزنبق من الفصيلة الزنبقية. موطنه اليونان وألبانيا،توسكانا.